# Malta Song for Europe 1991
Malta Song for Europe 1991 (Abkürzung: MSFE 1991) war die maltesische Vorentscheidung für den Eurovision Song Contest 1991, der in Rom (Italien) stattfand, nachdem Toto Cutugno im Vorjahr mit seinem Lied Insieme: 1992 den Eurovision Song Contest gewonnen hatte. Der Wettbewerb wurde von Paul Giordimaina und Georgina mit dem Lied Could it be gewonnen. Der Wettbewerb war auch als Festival tal-Kanzunetta Maltija għall-Ewropa 1991 bekannt.

## Prinzip
Insgesamt wurden 24 Beiträge von einer Fachjury ausgewählt, um in den beiden Halbfinalen, welche am 20. und 21. März 1991 im Mediterranean Conference Centre stattfanden, teilzunehmen. Hier wählte die Jury mit 100 % Stimmenanteil die zwölf Finalisten, die am 23. März antraten, um Maltas Beitrag für den Eurovision Song Contest nach 15 Jahren ohne Teilnahme zu ermitteln.
Alle Lieder wurden in den Halbfinalen und im Finale sowohl auf Englisch, als auch auf Maltesisch vorgetragen, jedoch wurde die englische Version des Siegertitels ausgewählt, um Malta beim Eurovision Song Contest zu vertreten. Auf Englisch zu singen war vor 1999 nur Teilnehmerländern erlaubt, die Englisch als Amtssprache besaßen, darunter auch Malta.

### 1. Halbfinale
Hier die Halbfinalisten, die am 20. März 1991 für einen Platz im Finale gegeneinander antraten:
| Startnr. | Interpret                   | Englischer Songtitel         | Maltesischer Songtitel       | Ungefähre Bedeutung im Deutschen   |
| -------- | --------------------------- | ---------------------------- | ---------------------------- | ---------------------------------- |
| 01       | Leli Caruana                | ?                            | Inkanta bħal għasfur         | Singen wie ein Vogel               |
| 02       | Doreen Galea & Manolito     | ?                            | Enigma                       | Rätsel                             |
| 03       | Joe Carr                    | ?                            | Wara tant żmien              | Nach so langer Zeit                |
| 04       | Alex & Iris Schembri        | ?                            | Li kieku                     | Hatte                              |
| 05       | Tessie Farrugia             | ?                            | Il-buffu li ma bekiex        | Der Clown, der nicht weinte        |
| 06       | Godwin Lucas                | Full Crystal Love            | Ftakar                       | Volle Kristallliebe                |
| 07       | Bayzo                       | Nadja                        | Nadja                        | Nadja                              |
| 08       | Sammy Bartolo               | ?                            | Għidli                       | Sag mir                            |
| 09       | Joe George & Helen Micallef | I Just Can’t Let Go          | Aħna għal kontra r-riħ       | Ich kann einfach nicht loslassen   |
| 10       | Renato & Marisa             | It’s Wonderful to Be in Love | L-isbaħ ġmiel għall-maħbubin | Es ist wundervoll verliebt zu sein |
| 11       | Greenfields                 | Pictures                     | Ritratti                     | Bilder                             |
| 12       | Olivia Camilleri            | The Rhythm of Friendship     | Dik harstek kellmitni        | Der Rhythmus der Freundschaft      |

### 2. Halbfinale
Hier die Halbfinalisten, die am 21. März 1991 für einen Platz im Finale gegeneinander antraten:
| Startnr. | Interpret                   | Englischer Songtitel            | Maltesischer Songtitel   | Ungefähre Bedeutung im Deutschen                |
| -------- | --------------------------- | ------------------------------- | ------------------------ | ----------------------------------------------- |
| 01       | Marthese Tanti              | Together You and I              | Bħal darba int u jien    | Zusammen du und ich                             |
| 02       | X-Tend                      | ?                               | Sal-qawsalla             | Zum Regenbogen                                  |
| 03       | Gorg Agius                  | ?                               | Il-ħolma li ħlomt jien   | Der Traum, den ich geträumt habe                |
| 04       | Phylisienne Brincat         | ?                               | Jiem ta’ mħabba          | Liebe Tage                                      |
| 05       | Catherine Vigar             | Let There Be You and Me         | Int u jien               | Lass dort dich und mich sein                    |
| 06       | Mary Rose Mallia            | Our Songs Revive Sweet Memories | Il-kant marbut b’tifkira | Unsere Lieder erwecken süße Erinnerungen wieder |
| 07       | Mariella Pace Asciak        | ?                               | Aspirazzjoni             | Anspruch                                        |
| 08       | Mike Spiteri                | Maratona                        | Maratona                 | Marathon                                        |
| 09       | Spectrum & Adelina Attard   | You Will Never Know             | Xi trid                  | Du wirst es niemals wissen                      |
| 10       | Paul Giordimaina & Georgina | Could It Be                     | Sejjaħ u nigi            | Könnte es sein                                  |
| 11       | The Starbrights             | Let’s Be Good                   | Doża imħabba             | Lasst uns gut sein                              |
| 12       | Enzo Guzman                 | Cause I Still Love You          | Għax għadni nħobbok      | Weil ich dich immer noch liebe                  |

### Finale
Im Finale, das am 23. März 1991 stattfand, sangen 12 Künstler um den Sieg des Vorentscheids. Letztendlich wurde es von Georgina und Paul mit dem Lied Could it be gewonnen.
| Startnr. | Interpret                   | Englischer Songtitel         | Maltesischer Songtitel       | Platzierung |
| -------- | --------------------------- | ---------------------------- | ---------------------------- | ----------- |
| 01       | Joe George & Helen Micallef | I Just Can’t Let Go          | Aħna għal kontra r-riħ       | -           |
| 02       | Olivia Camilleri            | The Rhythm of Friendship     | Dik harstek kellmitni        | -           |
| 03       | Paul Giordimaina & Georgina | Could It Be                  | Sejjaħ u nigi                | 1.          |
| 04       | Marthese Tanti              | Together You and I           | Bħal darba int u jien        | -           |
| 05       | Enzo Guzman                 | Cause I Still Love You       | Għax għadni nħobbok          | -           |
| 06       | Greenfields                 | Pictures                     | Ritratti                     | -           |
| 07       | Mike Spiteri                | Maratona                     | Maratona                     | -           |
| 08       | Renato & Marisa             | It’s Wonderful to Be in Love | L-isbaħ ġmiel għall-maħbubin | 3.          |
| 09       | Spectrum & Adelina Attard   | You Will Never Know          | Xi trid                      | -           |
| 10       | The Starbrights             | Let’s Be Good                | Doża imħabba                 | -           |
| 11       | Godwin Lucas                | Full Crystal Love            | Ftakar                       | -           |
| 12       | Catherine Vigar             | Let There Be You and Me      | Int u jien                   | 2.          |